# توماس وينتورث هيغينسون
توماس وينتورث هيغينسون (بالإنجليزية: Thomas Wentworth Higginson)‏ (22 ديسمبر 1823 - 9 مايو 1911) كاهن موحّد أمريكي، ومؤلف وإبطاليّ وجنديّ. كان ناشطًا في حركة الإبطالية الأمريكية خلال أربعينيات وخمسينيات القرن التاسع عشر، ارتبط اسمه بالانفصال والنضال لإبطال الاسترقاق. كان أحد أعضاء السداسي السري الذين دعموا جون براون. خلال الحرب الأهلية، شغل منصب العقيد لفوج المشاة الأول لمتطوعي كارولاينا الجنوبية -وهو أول فوج أسود مفوّض اتحاديًا- خلال العامين 1862-1864. في أعقاب الحرب، كرّس هيغينسون معظم ما تبقى من حياته للنضال من أجل حقوق المحرَّرين والنساء وغيرهم من المحرومين من حق التصويت.

## نشأته وتعليمه
ولد هيغينسون في كامبريدج، ماساتشوستس، في 22 ديسمبر 1823. انحدر من سلالة فرنسيس هيغينسون الذي كان كاهنًا بيوريتانيًا ومهاجرًا إلى مستعمرة خليج ماساتشوستس. والده هو ستيفن هيغينسون (وُلد في سالم، ماساتشوستس، 20 نوفمبر 1770؛ تُوفي في كامبريدج، ماساتشوستس، 20 فبراير 1834)؛ كان تاجرًا ومساهمًا في الأعمال الخيرية في بوسطن وقيّمًا على جامعة هارفارد من عام 1818 حتى 1834. كان جده، الذي يحمل اسم ستيفن هيغينسون أيضًا، عضوًا في الكونغرس القاري.ربطته صلة قرابة بعيدة بهنري لي هيغينسون الذي أسّس الأوركسترا السمفونية في بوسطن. وكان جده الأكبر الثالث جون وينتورث نائبًا لحاكم ولاية نيو هامبشير.

### تعليمه وإبطال الاسترقاق
دخل هيغينسون كلية هارفارد في سن الثالثة عشرة وانتُخب للالتحاق بجمعية فاي بيتا كابا في سن السادسة عشرة. تخرّج في عام 1841 وعمل مدرسًا لمدة عامين. في عام 1842 تقدّم لخطوبة ماري إليزابيث تشانينغ.
درس بعد ذلك اللاهوت في مدرسة هارفارد اللاهوتية. في نهاية عامه الأول من التدرّب في اللاهوت، انسحب من المدرسة وصبّ اهتمامه على قضية إلغاء العبودية. أمضى السنة التالية في الدراسة، واتّباع الكاهن الموحد ثيودور باركر المؤمن بالفلسفة المتعالية، ومناهضًا للحرب المتوقعة مع المكسيك. اعتقادًا منه أن الحرب كانت مجرد ذريعة لتوسيع نطاق العبودية وقوة الرقيق، كتب هيغينسون قصائد معادية للحرب وذهب من باب إلى باب للحصول على تواقيع على العرائض المناهضة للحرب. مع انقسام الحركة المناهضة للعبودية في الأربعينيات من القرن التاسع عشر، أيّد هيغينسون الإبطاليين الانفصاليين الذين اعتقدوا أنه طالما بقيت ولايات العبيد جزءًا من الاتحاد، فلا يمكن تعديل الدعم الدستوري للعبودية.

### زواجه وأسرته
تزوّج هيغينسون من ماري تشانينغ في عام 1847 بعد تخرجه من مدرسة اللاهوت. كانت ماري ابنة الطبيب والتر تشانينغ -الرائد في مجال التوليد وأمراض النساء- الذي درّس في جامعة هارفارد، وابنة أخ الكاهن الموحد وليام إليري تشانينغ، وشقيقة صديق هنري ديفد ثورو إليري تشانينغ. لم ينجب هيغينسون وماري تشانينغ أطفالًا، لكنهما ربّيا مارغريت فولر تشانينغ، الابنة الكبرى لإلين فولر وإليري تشانينغ. كانت إلين شقيقة المؤلفة النسوية والمؤمنة بالفلسفة المتعالية مارغريت فولر. توفيت ماري تشانينغ في عام 1877. بعد ذلك بعامين، تزوج هيغينسون من ماري بوتر ثاتشر، التي أنجبت له ابنتين، إحداهما فقط عاشت حتى سن الرشد.
كان هيغينسون مرتبطًا أيضًا بهاريت هيغينسون، التي كان منزلها في ودايل، إلينوي، أول عمل للمهندس المعماري الشهير برتراند غولدبرغ في عام 1934.

## حياته المهنية

### الكهنوت
بعد مرور عام على مغادرة هيغينسون مدرسة اللاهوت، قاده شغفه المتنامي لإلغاء العبودية إلى أن يستأنف دراساته في اللاهوت. تخرج في عام 1847 وسُمّي راعي أبرشية في الجمعية الدينية الأولى في نيوبريبورت، ماساتشوستس، وهي كنيسة موحّدة معروفة بمسيحيتها الليبرالية. دعم جمعية مقاطعة إسكس المناهضة للعبودية وانتقد المعاملة السيئة للعمال في مصانع القطن في نيوبريبورت. بالإضافة إلى ذلك، دعا الكاهنُ الشاب ثيودور باركر والعبدَ الهارب ويليام ويلز براون للتحدث في الكنيسة، وأدان في المواعظ عدم اهتمام الولايات الشمالية تجاه العبودية. بصفته عضوًا في مجلس إدارة نيوبريبورت لايسيام وضد رغبات غالبية الأعضاء، جلب هيغينسون رالف والدو إمرسون للتحدث. أثبت هيغينسون أنه متطرف للغاية بالنسبة للتجمّع وأُجبر على الاستقالة في عام 1848.

### السياسة والنضال من أجل إبطال الاسترقاق
جلبت تسوية عام 1850 تحديات وطموحات جديدة للكاهن العاطل عن العمل. ترشّح عن حزب الأرض الحرة في دائرة ماساتشوستس الانتخابية الثالثة في عام 1850، لكنه خسر. دعا هيغينسون المواطنين إلى الالتزام بشريعة الله ومخالفة قانون العبيد الهاربين. انضم إلى لجنة اليقظة في بوسطن، وهي منظمة تهدف إلى حماية العبيد الهاربين من المطاردة والقبض عليهم. استلهم انضمامه إلى المجموعة من إلقاء القبض على الأسود الحر فريدريك جنكينز -المعروف باسم شدرخ- ومحاكمته، إذ ساعده الإبطاليون على الفرار إلى كندا. شارك مع وينديل فيليبس وثيودور باركر في محاولة إطلاق سراح توماس سيمز، وهو عبد من جورجيا هرب إلى بوسطن. في عام 1854، عندما هُدّد أنتوني بيرنز الهارب بتسليمه للحكومة بموجب قانون العبيد الهاربين، قاد هيغينسون مجموعة صغيرة اقتحمت مبنى المحكمة الفيدرالية في بوسطن بالأكباش والفؤوس والسواطير والمسدسات. لكنهم لم يتمكنوا من منع إعادة بيرنز إلى الجنوب. تعرّض هيغينسون لجرح بضربة سكين على ذقنه. افتخر بالندبة لبقية حياته.
في عام 1852، أصبح هيغينسون قسًّا في الكنيسة الحرة في ورسستر. خلال فترة عمله، لم يدعم هيغينسون إبطال الاسترقاق فحسب، بل دعم أيضًا حقوق العمال، وحقوق المرأة والاعتدال.
بعد عودته من رحلة إلى أوروبا لمعالجة زوجته، التي عانت من مرض غير معروف، نظّم هيغينسون مجموعة من الرجال بالنيابة عن شركة نيو إنغلاند لمساعدة المهاجرين من أجل استخدام الوسائل السلمية مع تصاعد التوترات بعد إقرار قانون كانساس-نبراسكا لعام 1854. قسّم القانون المنطقة إلى إقليمي كانساس ونبراسكا، وصوّت سكان كل منهما بشكل منفصل على السماح بالعبودية داخل حدود كل ولاية قضائية. بدأ كل من مؤيدي إلغاء العبودية ومؤيدي العبودية بالهجرة إلى تلك الأقاليم. بعد عودته، عمل هيغينسون على إثارة النشاط في نيو إنغلاند من خلال إلقاء الخطب وجمع التبرعات والمساعدة في تنظيم لجنة المساعدة في كنساس-ماساتشوستس. عاد إلى إقليم كانساس كعميل للجنة المساعدة الوطنية في كانساس، حيث عمل على إعادة رفع المعنويات وتوزيع الإمدادات على المستوطنين. أصبح هيغينسون مقتنعًا بأنه لا يمكن إلغاء العبودية بالطرق السلمية.
مع تصاعد الصراع بين الطرفين، واصل هيغينسون دعم إلغاء العبودية المطالبة بالانفصال، إذ نظم اتفاقية ورسستر للانفصال في عام 1857. أكدت الاتفاقية على إلغاء العبودية كهدف رئيسي لها، حتى لو أنها أودت بالبلاد إلى الحرب. كان هيغينسون مؤيدًا متحمسًا لجون براون ويُذكر بأنه كان من أحد الإبطاليين في «السداسي السري» الذين ساعدوا براون في جمع الأموال وشراء الإمدادات من أجل تمرده المخطَّط له في هاربرز فيري، فرجينيا الغربية. عندما أُلقي القبض على براون، حاول هيغينسون جمع المال للدفاع عنه أثناء المحاكمة ووضع خططًا لمساعدة الزعيم على الهروب من السجن، رغم أنه لم ينجح في النهاية. هرب الأعضاء الآخرون في السداسي السري إلى كندا وأماكن أخرى بعد القبض على براون، لكن هيغينسون لم يهرب أبدًا، على الرغم من أن تورطه كان معروفًا لدى الجميع. لم يُلقَ القبض على هيغينسون أو استدعاؤه للشهادة مطلقًا.

### نشاطه في حقوق المرأة
كان هيغينسون واحدًا من أبرز المدافعين عن حقوق المرأة خلال العقد الذي سبق الحرب الأهلية. في عام 1853، ألقى كلمة في المؤتمر الدستوري في ولاية ماساتشوستس لدعم عريضة تطالب بالسماح للنساء بالتصويت على التصديق على الدستور الجديد. نُشر خطابه بعنوان «المرأة وأمنياتها»، واستُخدم لسنوات عديدة كمنشور لحقوق المرأة، وكذلك مقاله الذي كتبه في مجلة ذا أتلانتيك الشهرية عام 1859، «هل يجب أن تتعلم النساء الحروف الأبجدية؟» كان هيغينسون صديقًا مقرّبًا ومؤيدًا للناشطة في حقوق المرأة لوسي ستون، إذ أجرى مراسيم زواج ستون وهنري براون بلاكويل في عام 1855، وكان السبب في جعل «احتجاج الزواج» وثيقة مشهورة من خلال إرسال احتجاجهما على قوانين الزواج الظالمة إلى الصحافة. جنبًا إلى جنب مع ستون، جمع «تقويم حقوق المرأة لعام 1858» ونشره، قدّم التقويم بيانات مثل التفاوت في الدخل بين الجنسين وكذلك ملخصًا للإنجازات التي حققتها الحركة الوطنية خلال سنواتها السبع الأولى. جمع أيضًا ونشر، في عام 1858، «الديمقراطية المتسقة: الامتياز الانتخابي للمرأة. خمس وعشرون شهادة لرجال بارزين» وهي مقتطفات موجزة تطالب بحق المرأة في الاقتراع من خطب أو كتابات لرجال مثل وينديل فيليبس وهنري وارد بيتشر والقس دبليو إم إتش تشانينغ وهوراس غريلي وغيريت سميث ومختلف الحاكمين والمشرعين والتقارير التشريعية. كان عضوًا في اللجنة المركزية الوطنية لحقوق المرأة منذ عام 1853 أو عام 1854، وكان واحدًا من تسعة ناشطين حافظوا على هذا المنصب عندما تقلّص عدد ممثلي الولاية الكبير في عام 1858.
بعد الحرب الأهلية، كان هيغينسون منظمًا لرابطة حق المرأة في التصويت في نيو إنغلاند عام 1868، ولرابطة حق المرأة الأمريكية في التصويت في العام التالي. كان أحد المحررين الأصليين للصحيفة المطالبة بحق المرأة في الاقتراع «ومانز جورنال»، التي تأسست عام 1870، وساهم بكتابة عمود في الصفحة الأولى للصحيفة لمدة أربعة عشر عامًا. كعضو لمدة عامين في الهيئة التشريعية في ماساتشوستس، في الفترة 1880–82، كان صلة الوصل بين المطالبين بحق المرأة في الاقتراع والسلطة التشريعية.

## وصلات خارجية
- توماس وينتورث هيغينسون على موقع الموسوعة البريطانية (الإنجليزية)
- توماس وينتورث هيغينسون على موقع ديسكوغز (الإنجليزية)
- مؤلفات توماس وينتورث هيغينسون في مشروع غوتنبرغ
- أعمال أو نبذة عن توماس وينتورث هيغينسون على أرشيف الإنترنت
- أعمال توماس وينتورث هيغينسون في ليبري فوكس